# Renate Regel
Renate Regel (* 1979 in Hildesheim) ist eine deutsche Schauspielerin.

## Leben
Renate Regel, geboren und aufgewachsen in Hildesheim, erhielt nach dem Abitur ihre Schauspielausbildung von 1995 bis 1999 am Max-Reinhardt-Seminar in Wien. Anschließend arbeitete sie zunächst als freischaffende Schauspielerin.
Feste Theaterengagements hatte sie in Berlin am Schillertheater und in Wuppertal. Ab 2006 war sie bis 2009 am Theaterhaus Jena engagiert, wo sie mit Alice Buddeberg, Markus Heinzelmann, Linda Best und Bettina Bruinier zusammenarbeitete. Im Gorki-Drama Kinder der Sonne spielte sie dort in Heinzelmanns Inszenierung die Jelena. 2008 gastierte sie erstmals bei den Freilichtspielen Schwäbisch Hall. In der Spielzeit 2010/11 war sie am Landestheater Detmold engagiert. Dort trat sie als Oberschwester Ratched in Einer flog über das Kuckucksnest und als Prinzessin Natalie im Kleist-Drama Prinz Friedrich von Homburg auf.
Weitere Engagements hatte sie am Schauspiel Frankfurt, in Hamburg und am Stadttheater Klagenfurt.
Von 2011 bis 2016 war sie alljährlich bei den Freilichtspielen Schwäbisch Hall zu sehen, u. a. als Gouvernante Charlotta Iwanowna in Der Kirschgarten (2011) und als Marion in Dantons Tod (2013). 2016 gastierte sie am Societätstheater Dresden. 2019 spielte Regel an der „Schaubühne Lindenfels“ (Leipzig) in der szenischen Lesung Schloss an der Loire (Regie: Eberhard Köhler).
Regel stand seit Ende der 1990er Jahre immer wieder auch für Film- und Fernsehproduktionen vor der Kamera. Sie arbeitete dabei u. a. mit den Regisseuren Rolf Liccini, Raymond Ley, Thomas Herrmann und Christian von Castelberg.
In dem TV-Dokudrama Meine Tochter Anne Frank (2015) verkörperte sie, an der Seite von Götz Schubert als Otto Frank, die junge Miep Gies, die Anne Frank und ihrer Familie half, während des Zweiten Weltkriegs in Amsterdam unterzutauchen. Außerdem übernahm sie mehrere Episodenrollen in deutschen TV-Serien und Krimireihen wie Polizeiruf 110 und Tatort. 
Regel ist Mitglied im Bundesverband Schauspiel (BFFS) und lebt in Berlin.

## Filmografie (Auswahl)
- 2000: Fieber – Ärzte für das Leben: Der Rattenfänger (Fernsehserie, eine Folge)
- 2000: Die Rettungsflieger: Gefahren der Liebe (Fernsehserie, eine Folge)
- 2005: Die Nacht der großen Flut (Fernsehfilm)
- 2014: Die Toten von Hameln (Fernsehfilm)
- 2015: Meine Tochter Anne Frank (Fernsehfilm)
- 2015: Polizeiruf 110: Sturm im Kopf (Fernsehreihe)
- 2016: Der gute Göring (Fernsehfilm)
- 2016: Letzte Spur Berlin: Vertrauter Feind (Fernsehserie, eine Folge)
- 2018: Familie Dr. Kleist: Vatergefühle (Fernsehserie, eine Folge)
- 2019: Tatort: Der gute Weg (Fernsehreihe)
- 2021: Der Zufall (Kurzfilm)
- 2023: Ich bin! Margot Friedländer (Fernsehfilm)